# Gustaph
Stef Caers (pronunciado [stɛf kaːrs]; Lovaina, Bélgica, 5 de Julho de 1980) conhecido profissionalmente como Gustaph (estilizado como GVSTΛPH), é um cantor, compositor, produtor e professor de canto belga. Representou a Bélgica no Festival Eurovisão da Canção de 2023 em Liverpool, com a canção «Because of You».

## Biografia
Caers nasceu a 5 de Julho de 1980 em Lovaina, no Brabante Flamengo. Começou a sua carreira musical enquanto estudava no Koninklijk Conservatorium Gent, usando inicialmente o nome artístico «Steffen». Em 2000, obteve um êxito com o seu primeiro single «Gonna Lose You», que alcançou o 22.º lugar na tabela flamenga de singles. Posteriormente, lançou um segundo single, intitulado «Sweetest Thing». 
Após estes lançamentos, Caers começou a concentrar-se mais na escrita e produção de canções. Também se tornou activo como vocalista de apoio, fazendo backing vocals para, entre outros, Lady Linn e Willy Sommers. No início da década de 2010, juntou-se à banda Hercules and Love Affair como um dos vocalistas principais.
Caers actuou como corista para Sennek no Festival Eurovisão da Canção 2018 em Lisboa, e para os Hooverphonic no Festival Eurovisão da Canção 2021 em Turim. Para além da sua carreira de cantor, trabalha como professor de canto e como professor na Academia Real de Belas Artes (KASK) em Gante.
Em Novembro de 2022, Caers foi anunciado como um dos sete participantes no «Eurosong 2023», a pré-selecção nacional belga para a Eurovisão. A sua música intitulada «Because of You» venceu a final a 14 de Janeiro de 2023 e representou a Bélgica no Festival Eurovisão da Canção de 2023, em Liverpool, no Reino Unido.

## Discografia

### Singles

#### Como artista principal
| Título                            | Ano  | Melhores posições | Álbum     |
| Título                            | Ano  | BEL (FL)          | Álbum     |
| --------------------------------- | ---- | ----------------- | --------- |
| "Gonna Lose You"                  | 2000 | 22                | Sem álbum |
| "Sweetest Thing"                  | 2000 | —                 | Sem álbum |
| "Same Thing"                      | 2011 | —                 | Sem álbum |
| "Jaded"                           | 2011 | —                 | Sem álbum |
| "Second Coming" (com Adam Joseph) | 2020 | —                 | Sem álbum |
| "Call" (com Lady Linn)            | 2022 | —                 | Sem álbum |
| "Because of You"                  | 2023 | 3                 | Sem álbum |
| "The Nail"                        | 2023 | —                 | Sem álbum |

#### Como colaborador
| Título                         | Ano  | Melhores posições | Álbum     |
| Título                         | Ano  | BEL (FL)          | Álbum     |
| ------------------------------ | ---- | ----------------- | --------- |
| "Running" (Blende com Gustaph) | 2014 | —                 | Sem álbum |